# Real Academia Canadiense de Artes
La Real Academia Canadiense de Artes (Royal Canadian Academy of Arts (RCA); Académie royale des arts du Canada, ARC) es la institución artística más antigua de Canadá. Fue fundada en 1880 por la Sociedad de Artistas de Ontario, en colaboración con el Museo de Bellas Artes de Montreal, bajo el patrocinio del gobernador general, así como por John George Campbell, marqués de Lorne, y de su esposa, sar Luisa del Reino Unido. Se trata de la más antigua academia nacional de artistas profesionales de Canadá.
La Academia reagrupa miembros en procedencia de todas las regiones y perteneciente a algunas veinte disciplinas artísticas. Su misión es de animar y de favorecer los artes de la pintura, de la escultura, de la arquitectura, del de diseño, de los oficios de arte, de la fotografía y del cine. Es grabada igualmente al nivel federal como organización sin ánimo de lucro, y es una organización nacional al servicio de los artes considerados como un organismo de bienfaisance.

## Historia
Entre sus 26 fundadores, figuran los 26 pintores, artistas y arquitectos más dotados de Canadá, como Lucius Richard O'Brien (primer presidente), conocido para la luminosidad y majestuosidad de sus paisajes y autor de la obra Lever du soleil sur le Saguenay, Cap Trinité (1880); Thomas Seaton Scott; W. G. Storm, arquitecto responsable del Osgoode Hall y de la catedral de St. James de Toronto; y Napoléon Bourassa, autor de los murales pintados en la basílica Notre-Dame de Montreal.
Desde 1970, la Academia amplía sus horizontes con el fin de incluir todas las disciplinas artísticas. Con casi 700 miembros diseminados por el país, la Academia continua de llevar a bien su misión, aquella de promover los artes visuales por un programa de exposiciones y de publicaciones.
En 2010, el consort vice-real Jean Daniel Lafond está elegido como miembro de la academia. Este último está conocido para sus labores y su trabajo de cineasta, como su documental "Los Rastros del sueño". Estuvo nombrado durante la Cena de los presidentes que se mantenía al Castillo Frontenac, a Quebec, el viernes 21 de mayo de 2010, acompañado de 23 nuevos miembros.

## Medalla de la Academia
Inaugurada en 1962, la medalla de la Academia fue concebida por Cleeve Horne y Sidney Watson, académicos de número. Se concede a individuos destacados no miembros de la Academia, pero que han contribuido de modo destacado al progreso de los artes visuales en Canadá.
Una de las actividades más vistosas de la Academia es el concurso anual de pintura. Este concurso constituye un escaparate prestigioso donde las obras de los nuevos talentos son expuestas junto a las obras de artistas consagrados, como la obra del pintor Homer Watson, del grupo de los Siete, del artista gráfico Allan Fleming, del arquitecto Arthur Erickson o de Jean-Paul Riopelle, miembro del grupo Automatistes de Quebec.

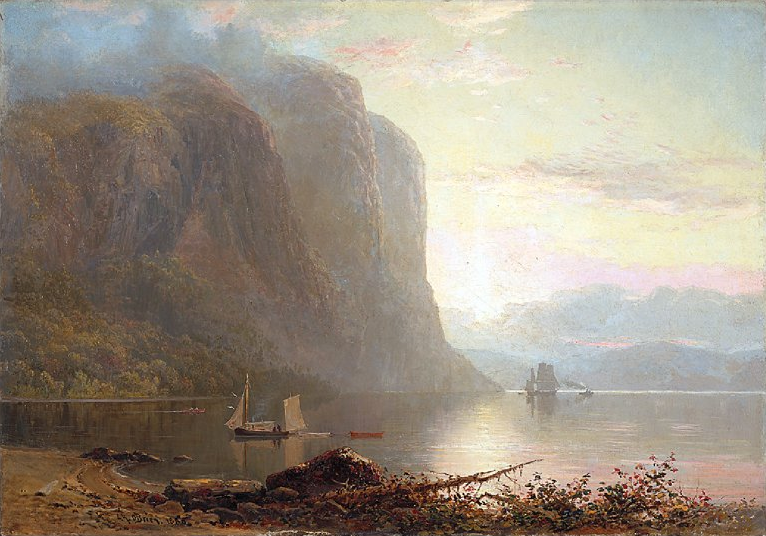
Lever du soleil sur le Saguenay, Cap Trinité (1880)
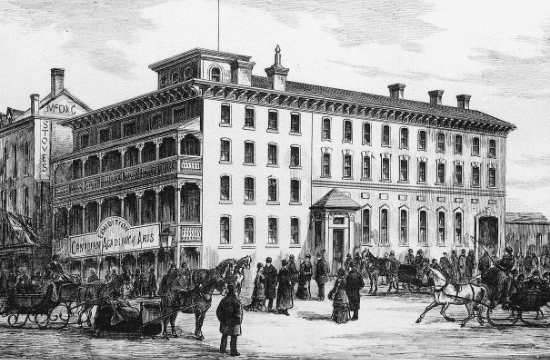
Edificio de la RCA, 1880